# ブロック・カウンティ (戦車揚陸艦)
ブロック・カウンティ (USS Bulloch County, LST-509) は、アメリカ海軍の戦車揚陸艦。LST-491級戦車揚陸艦の1隻。艦名はジョージア州のブロック郡に因む。

## 艦歴
LST-509は1943年10月7日にインディアナ州ジェファーソンビルのジェファーソンビル・ボート・アンド・マリーン・カンパニーで起工し、1943年11月23日にドロシー・L・ニムズ沿岸警備隊中尉によって進水、1944年1月20日にJ・B・マルコム予備役大佐の指揮下就役した。
第二次世界大戦の間、LST-509はヨーロッパ戦線に配備され1944年6月にはノルマンディー上陸作戦に参加した。戦後アメリカに帰還し、1955年7月1日にブロック・カウンティと命名された。
1966年に再就役しベトナム戦争に参加する。その任務は主として沿岸の海兵隊基地に食料を運搬することであった。その他の任務としては沿岸でのピケ、マーケットタイム作戦での補給、パトロール艇乗員の休養や、ベトコンの通信、補給路の破壊であった。
ブロック・カウンティはクアベト川を航行中に浮遊機雷に接触して右舷スクリューと舵を破損した。ダナンで修理が行われるまで、左舷一軸で作戦活動を行う。1969年には沖縄に向かう途中に台風のため大きく損傷し、応急修理を行った後佐世保でドック入りした。
1970年4月8日、ブロック・カウンティは退役し、防衛援助プログラムに従って南ベトナムに移管、クイニョン (Qui Nhon, HQ-504) と命名された。ベトナム戦争が終了するとベトナム人民海軍所属となり、艦番号も HQ-505 に改められた。
1988年のスプラトリー諸島海戦でクイニョンは中国海軍のフリゲート鷹潭 (531)によって大きく損傷した。ベトナム海軍はクイニョンをカムラン湾に曳航して修理しようと試みたが、不幸にもその途中で沈没した。艦とその乗組員は「ベトナム軍の英雄」と称えられた。
LST-509は第二次世界大戦の戦功で1個の従軍星章を受章した。

## 参照
- この記事はアメリカ合衆国政府の著作物であるDictionary of American Naval Fighting Shipsに由来する文章を含んでいます。 記事はここで閲覧できます。
- “Bulloch County”. Dictionary of American Naval Fighting Ships. 2007年4月6日閲覧。
- “LST-509 Bulloch County”. Amphibious Photo Archive. 2007年4月6日閲覧。